# Pete Stauber
Peter Allen Stauber dit Pete Stauber, né le 10 mai 1966 à Duluth (Minnesota), est un homme politique américain. Membre du Parti républicain, il est élu pour le Minnesota à la Chambre des représentants des États-Unis depuis 2019.

## Biographie

### Jeunesse et famille
Stauber obtient un diplôme en criminologie de l'université d'État du lac Supérieur. Il joue parallèlement dans l'équipe de hockey sur glace de l'université, qui remporte le championnat national en 1988. Deux ans plus tard, il signe un contrat avec les Red Wings de Détroit. Il ne joue cependant qu'en ligue mineure et prend sa retraite sportive en 1993.
Il est marié à Jodi, qui a servi dans l'Air National Guard et avec qui il a quatre enfants. Son frère, Robb, est l'entraîneur de l'équipe des États-Unis de hockey sur glace féminin lors des JO de 2018.

### Carrière locale
Stauber sert pendant 22 ans dans la police de Duluth, avant de prendre sa retraite en août 2017. Il est notamment président du syndicat de police local.
Stauber débute en politique en étant élu conseiller municipal de Hermantown, poste auquel il est élu pour deux mandats. En 2012, élu au conseil du comté de Saint Louis. Il y représente le 5e district incluant Hermantown, Proctor et Rice Lake, dans la banlieue de Duluth.

### Représentant des États-Unis
Lors des élections de 2018, Stauber se présente à la Chambre des représentants des États-Unis dans le 8e district du Minnesota, qui comprend notamment l'Iron Range. La circonscription, qui a voté pour Barack Obama en 2008 et 2012, a largement soutenu Donald Trump en 2016. Le démocrate sortant Rick Nolan, réélu de justesse cette année-là, choisit de ne pas se représenter en 2018. Des millions de dollars sont dépensés dans la campagne, notamment pour attaquer son adversaire démocrate Joe Radinovich,. À l'approche de l'élection, Stauber apparaît comme le favori ; le Parti démocrate décide même de ne plus diffuser de publicités en faveur de Radinovich, ancien directeur de campagne de Nolan. Il est même considéré comme le meilleur espoir républicain de faire basculer un siège démocrate au niveau national,. Il est finalement élu représentant avec 51 % des voix contre 45 % pour Radinovich.

## Positions politiques
Lors de son élection au Congrès, Stauber se décrit comme un républicain pro-syndicats. Il est opposé à l'avortement et au contrôle des armes à feu. Soutien du président Trump, notamment sur la question des droits de douane sur l'acier, il se montre cependant plus critique sur la baisse des fonds pour la protection des Grands Lacs.